# Prokuraleer
De Prokuraleer (soms ook het Prokurasysteem of het Prokuraregime) is een leerstuk uit het Belgisch vennootschapsrecht. Het beoogt de bescherming van derden te goeder trouw.
In het Belgisch vennootschapsrecht beschikt de algemene vergadering in de BV, CV en NV enkel over de bevoegdheden die de wet haar expliciet toewijst. Statutair kunnen deze bevoegdheden worden uitgebreid. Het bestuur van de vennootschap beschikt over alle bevoegdheden die niet expliciet door de wet of de statuten zijn toegekend aan de algemene vergadering. De Prokuraleer houdt in dat een interne of statutaire bevoegdheidsinperking van het bestuur van de vennootschap niet kan worden tegengeworpen aan derden te goeder trouw, tenzij men kan aantonen dat de derde wist of behoorde kennis te hebben van deze bevoegdheidsinperking. Dit kan bijvoorbeeld het geval zijn wanneer de derde een voormalig aandeelhouder is van de vennootschap en aldus kennis had van de statuten.
Het idee achter de Prokuraleer is dat derden zich enkel moeten bekommeren om de vraag of de wederpartij een bestuursorgaan is dat binnen zijn wettelijke bevoegdheden handelt: dit zijn alle bevoegdheden die niet toekomen aan de algemene vergadering. De derde moet zich niet inlaten met de statutaire specificiteiten van de vennootschap. De wettelijke basisregel in de NV is collegialiteit, terwijl in de BV en CV in principe geldt dat elke bestuurder de vennootschap kan vertegenwoordigen ten aanzien van derden.
Een statutaire bepaling binnen een BV en CV die voorziet in een collegiaal bestuursorgaan, kan echter wél worden tegengeworpen aan derden.

## Waar de Prokuraleer niet geldt

### Lastgeving
De Prokuraleer geldt enkel inzake organieke vertegenwoordiging in de BV, CV en NV en dus niet in verband met lasthebbers. De derde moet hierbij immers de volmacht nagaan. In zeer uitzonderlijke omstandigheden kan men zich beroepen op de schijnvertegenwoordiging waardoor de vennootschap toch gebonden is.

### Maatschappen
De Prokuraleer geldt overigens niet in de maatschap. Beperkingen aan de bevoegdheid van het bestuur zijn daar wel tegenwerpelijk aan derden.

### Wettelijke beperkingen
Iedereen wordt geacht de wet te kennen. Om die reden kunnen wettelijke beperkingen aan de bevoegdheid van het bestuur wél worden tegengeworpen aan derden, aangezien deze derden geacht worden de wet te kennen. 

#### Voorbeelden
- De verkrijging van quasi-inbreng moet, op straffe van nietigheid, vooraf ter goedkeuring worden voorgelegd aan de algemene vergadering. Gebeurt dit niet, dan is de verkrijging nietig en kan deze bevoegdheidsoverschrijding worden tegengeworpen.[4]

- Bevoegdheidsoverschrijdingen van het dagelijks bestuur kunnen evenzeer worden tegengeworpen aan derden aangezien de bevoegdheid van het dagelijks bestuur beschreven staat in de wet.[5] Bevoegdheidsinperkingen kunnen echter niet worden tegengeworpen.[6]

## Handtekeningsclausule
Vormt het bestuur een college, dan kunnen de statuten een handtekeningsclausule opnemen waardoor aan een of meerdere bestuurders de bevoegdheid wordt gegeven om alleen of samen de vennootschap te vertegenwoordigen naar derden toe. 
Zo'n handtekeningsclausule is tegenwerpbaar aan derden. 

### BV en CV
Indien de clausule kwalitatieve (bijvoorbeeld een enkele bestuurder kan de vennootschap vertegenwoordigen maar enkel wat betreft koop-verkoop) of kwantitatieve (bijvoorbeeld de bestuurder mag de vennootschap vertegenwoordigen indien de waarde van € 100.000 niet wordt overschreden) beperkingen overschrijdt, dan leidt dit tot de niet-tegenwerpelijkheid van de hele clausule.

### NV
Kwalitatieve of kwantitatieve beperkingen aan een handtekeningsclausule leiden in de NV slechts tot de niet-tegenwerpelijkheid van de beperking.

## Juridische gevolgen
De vennootschap blijft gebonden door de rechtshandeling, maar kan wel de bestuurder aansprakelijk stellen, op voorwaarde dat er sprake is van schade  als gevolg van de bevoegdheidsoverschrijding.

## Voorbeelden
- De statuten van vennootschap X bepalen dat enkel de algemene vergadering bevoegd is voor koopovereenkomsten vanaf een waarde van € 100.000. Een bestuurder van deze vennootschap gaat een koopovereenkomst ter waarde van € 200.000 aan met een derde te goeder trouw. De vennootschap kan niet de nietigheid van deze overeenkomst inroepen, niettegenstaande de statutaire onbevoegdheid van de bestuurder. De vennootschap is dus gebonden, zelfs al was de bestuurder onbevoegd.